# Proditrix chionochloae
Proditrix chionochloae är en fjärilsart som beskrevs av John S. Dugdale 1987. Proditrix chionochloae ingår i släktet Proditrix och familjen Plutellidae. Inga underarter finns listade i Catalogue of Life.